# ヴァジラーニ・オートモーティブ
ヴァジラーニ・オートモーティブ(Vazirani automotive)は、インドの自動車メーカー。高性能ガスタービン電気自動車を開発する。

## 概略
インドの新興自動車メーカーでありながら、世界最高水準のガスタービン電気自動車を開発する。

## 車種
Shul
グッドウッド・フェスティバル・オブ・スピード2018にて発表された現在開発中の高性能ガスタービン電気自動車で、車体は炭素繊維複合材製でレンジエクステンダーとしてマイクロガスタービンを備え、開発にはミシュランやフォースインディアが協力する。